# Larry Drake
Larry Drake (Tulsa, 21 febbraio 1949 – Los Angeles, 17 marzo 2016) è stato un attore e doppiatore statunitense.
È conosciuto principalmente per aver interpretato dal 1987 al 1994 il ruolo di Benny Stulwicz nella serie televisiva L.A. Law - Avvocati a Los Angeles.

## Biografia
Larry Drake nasce a Tulsa in Oklahoma da Lorraine, una casalinga, e da Raymond Drake, un ingegnere di una compagnia petrolifera. Ha frequentato e si è laureato all'Università dell'Oklahoma di Norman.
La carriera di Drake inizia nel 1971, anno in cui recita nel ruolo di Bubba nel film This Stuff'll Kill Ya! diretto da Herschell Gordon Lewis. Successivamente nel 1975 appare in un secondo film Truckin' Man diretto da Will Zens. Da quel momento in poi iniziò ad apparire in numerose produzioni televisive e cinematografiche.
È ricordato per essere apparso in film come Karate Kid - Per vincere domani (1984), Darkman (1990), Dr. Giggles (1992), Darkman II - Il ritorno di Durant (1995), The Beast - Abissi di paura (1996), Mr. Bean - L'ultima catastrofe (1997), Fino all'inferno (1999), American Pie 2 (2001), Spun (2002) e Pathology (2008) e per le sue partecipazioni nelle serie televisive Hardcastle e McCormick, I racconti della cripta, Oltre i limiti, Star Trek: Voyager, Stargate SG-1, Six Feet Under, Settimo cielo e Boston Legal.
Tra il 1987 e il 1994 ha recitato nel ruolo per cui è maggiormente conosciuto dal grande pubblico, ossia quello di Benny Stulwicz nella serie televisiva L.A. Law - Avvocati a Los Angeles. Apparso come guest star in un episodio della prima stagione, entrò a far parte del cast principale durante la seconda stagione e continuò a recitarvi fino alla fine della serie per un totale di 129 episodi. Grazie alla sua interpretazione in questa serie televisiva Drake ha vinto per due anni consecutivi il Premio Emmy nella categoria Migliore attore non protagonista in una serie drammatica (1988 e 1989), oltre ad aver ricevuto per tre volte una nomination ai Golden Globe nella categoria Miglior attore non protagonista in una serie e aver vinto due Quality Television Awards nella categoria Best Supporting Actor in a Quality Drama Series. Nel 2002 è tornato ad interpretare questo ruolo nel film per la televisione L.A. Law: The Movie.
Nel 1998 ha fatto parte del cast principale della serie televisiva Prey nel ruolo del Dottor. Walter Attwood. La serie venne cancellata dopo una sola stagione.
Oltre alla carriera d'attore Larry ha avuto anche qualche esperienza come doppiatore. Tra il 1999 e il 2004 ha prestato la sua voce al personaggio di Pops nella serie d'animazione Johnny Bravo e si può sentire la sua voce anche in qualche episodio di Le avventure di Superman, Batman of the Future, Justice League Unlimited e Le nuove avventure di Scooby-Doo. Nel 2009 ha inoltre prestato la sua voce al personaggio di Ganthet nel film d'animazione Lanterna Verde - Prima missione.
Il suo corpo senza vita è stato trovato nella sua abitazione di Hollywood nel marzo 2016. Il manager di Drake, Steven Siebert, ha riferito che l'attore ha avuto alcuni problemi di salute nei mesi prima della sua morte. Successivamente è stato riferito che Drake soffriva di una rara forma di cancro che gli faceva ispessire il sangue.

## Vita privata
È stato sposato due volte. Nel 1989 si sposò con l'attrice Ruth de Sosa dalla quale divorziò nel 1991; nell'ottobre 2009 si sposò in seconde nozze con Marina Drujko dalla quale divorziò appena due mesi dopo.

## Filmografia parziale

### Attore

#### Televisione
- Lo spaventapasseri (Dark Night of The Scarecrow) - film TV, regia di Frank De Felitta (1981)
- Hardcastle e McCormick - serie TV, 1 episodio (1983)
- L.A. Law - Avvocati a Los Angeles (L.A. Law) - serie TV, 144 episodi (1987-1994)
- I racconti della cripta (Tales from the Crypt) - serie TV, 2 episodi (1989-1990)
- Oltre i limiti (The Outer Limits) - serie TV, 1 episodio (1995)
- The Beast - Abissi di paura (The Beast) - miniserie TV, regia di Jeff Bleckner (1996)
- Prey - serie TV, 14 episodi (1998)
- Star Trek: Voyager - serie TV, episodio 7x05 (2000)
- Stargate SG-1 - serie TV, 1 episodio (2001)
- Six Feet Under - serie TV, 1 episodio (2002)
- Firefly - serie TV, 1 episodio (2002)
- Settimo cielo (7th Heaven) - serie TV, 1 episodio (2006)
- Boston Legal - serie TV, 1 episodio (2008)

#### Cinema
- This Stuff'll Kill Ya!, regia di Herschell Gordon Lewis (1971)
- Trucker's Woman, regia di Will Zens (1975)
- Karate Kid - Per vincere domani, regia di John G. Avildsen (1984)
- Darkman, regia di Sam Raimi (1990)
- Dr. Giggles, regia di Manny Coto (1992)
- Darkman II - Il ritorno di Durant (Darkman II: The Return of Durant), regia di Bradford May (1995)
- Mr. Bean - L'ultima catastrofe  (Bean: The Ultimate Disaster Movie), regia di Mel Smith (1997)
- Fino all'inferno (Inferno), regia di John G. Avildsen (1999)
- Dark Asylum - Il trucidatore (Dark Asylum), regia di Gregory Gieras (2001)
- American Pie 2, regia di James B. Rogers (2001)
- Spun, regia di Jonas Åkerlund (2002)
- Pathology, regia di Marc Schölermann (2008)

### Doppiatore
- Le avventure di Superman - Serie animata, 1 episodio (1996)
- Johnny Bravo - Serie animata, 33 episodi (1999-2004)
- Batman of the Future - Serie animata, 1 episodio (1999)
- Justice League Unlimited - Serie animata, 2 episodi (2003)
- Le nuove avventure di Scooby-Doo - Serie animata, 1 episodio (2004)
- Lanterna Verde - Prima missione (2009)

## Doppiatori italiani
Nelle versioni in italiano delle opere in cui ha recitato, Larry Drake è stato doppiato da:
- Michele Kalamera in Darkman, Dr. Giggles , Darkman II - Il ritorno di Durant
- Domenico Palmara in L.A. Law - Avvocati a Los Angeles
- Bruno Alessandro in Mr. Bean - L'ultima catastrofe
- Franco Chillemi in Fino all'inferno
- Paolo Lombardi in The Beast - Abissi di paura
- Mario Bombardieri in Dark Asylum - Il trucidatore
- Angelo Nicotra in American Pie 2